# Mantecol
Le mantecol est un dessert argentin confectionné à base de beurre de cacahuète, de semoule, de noix et parfumé à l’eau de rose. Inspiré du halva, il fut inventé et commercialisé dans les années 1940 par le confiseur Georgalos, dont le fondateur est lui-même issu d’une famille d’immigrants grecs.
À la suite de la crise économique argentine, la compagnie en vendit les droits à Cadbury, qui remplaça le beurre de cacahuète par du beurre de cacao. Georgalos a pu reprendre la production du mantecol sous la marque Nücrem en 2008.